# Euryoryzomys
Az Euryoryzomys az emlősök (Mammalia) osztályának rágcsálók (Rodentia) rendjébe, ezen belül a hörcsögfélék (Cricetidae) családjába tartozó nem.
Az Euryoryzomys-fajokat korábban az Oryzomys nembe sorolták.

## Rendszerezés
A nembe az alábbi 6 faj tartozik:
- Euryoryzomys emmonsae (Musser, Carleton, Brothers, & Gardner, 1998) - korábban Oryzomys emmonsae
- Euryoryzomys lamia (Thomas, 1901) - korábban Oryzomys lamia
- Euryoryzomys legatus (Thomas, 1925) - korábban Oryzomys legatus
- Euryoryzomys macconnelli (Thomas, 1910) - típusfaj; korábban Oryzomys macconnelli
- Euryoryzomys nitidus (Thomas, 1884) - korábban Oryzomys nitidus
- Euryoryzomys russatus (Wagner, 1848) - korábban Oryzomys russatus

## Wilhelm Leche rajzai az Euryoryzomys russatusról

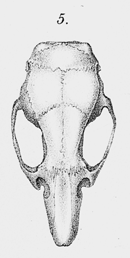
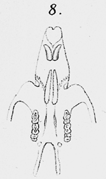
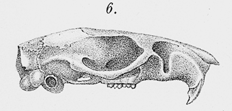
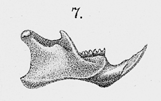